# Île du Hangard
L'île du Hangard est une île située au sud-est de l'île principale de la république de Maurice, dans la baie de Grand Port.